# Романовка (Константиновский район)
Романовка (укр. Романівка) — село на Украине, находится в Константиновском районе Донецкой области.
Население по переписи 2022 года составляет 47 человек. Почтовый индекс — 85184. Телефонный код — 6272.

## Адрес местного совета
85183, Донецкая область, Константиновский район, с.Старая Николаевка, ул.Садовая, 44а